# Nikolske
Nikolske (em ucraniano: Нікольське) é um assentamento de tipo urbano no oblast de Donetsk, no leste da Ucrânia. Está localizado na região industrial da Bacia do Donets. Era a sede administrativa do Raion de Nikolske até 2020. O povoado agora faz parte do Raion de Mariupol. A população estimada em 2022 era de 7.801 habitantes.
A cidade foi capturada pela Rússia e anexada à República Popular de Donetsk durante a invasão da Ucrânia pela Rússia de 2022, e os ocupantes mudaram seu nome para Volodarske em 4 de maio de 2022, para simbolizar o "retorno da União Soviética".